# Aragonite
L’aragonite est un  minéral composé de carbonate de calcium CaCO3 (avec des traces de Sr, Pb et Zn), c'est donc un polymorphe de la calcite et de la vatérite. Ses cristaux peuvent atteindre 30 cm de long.

## Inventeur et étymologie
L'aragonite a été décrite dès 1609 par Anselmus Boëtius de Boodt sous le nom de stillatitius lapis, mais sa description moderne de référence est celle d'Abraham Gottlob Werner en 1797.
Le mot aragonite dérive de son topotype, proche de Molina de Aragón, en Espagne.

## Topotype
Molina de Aragón, dans la province de Guadalajara (région de Castille-La Manche, Espagne).

## Cristallographie

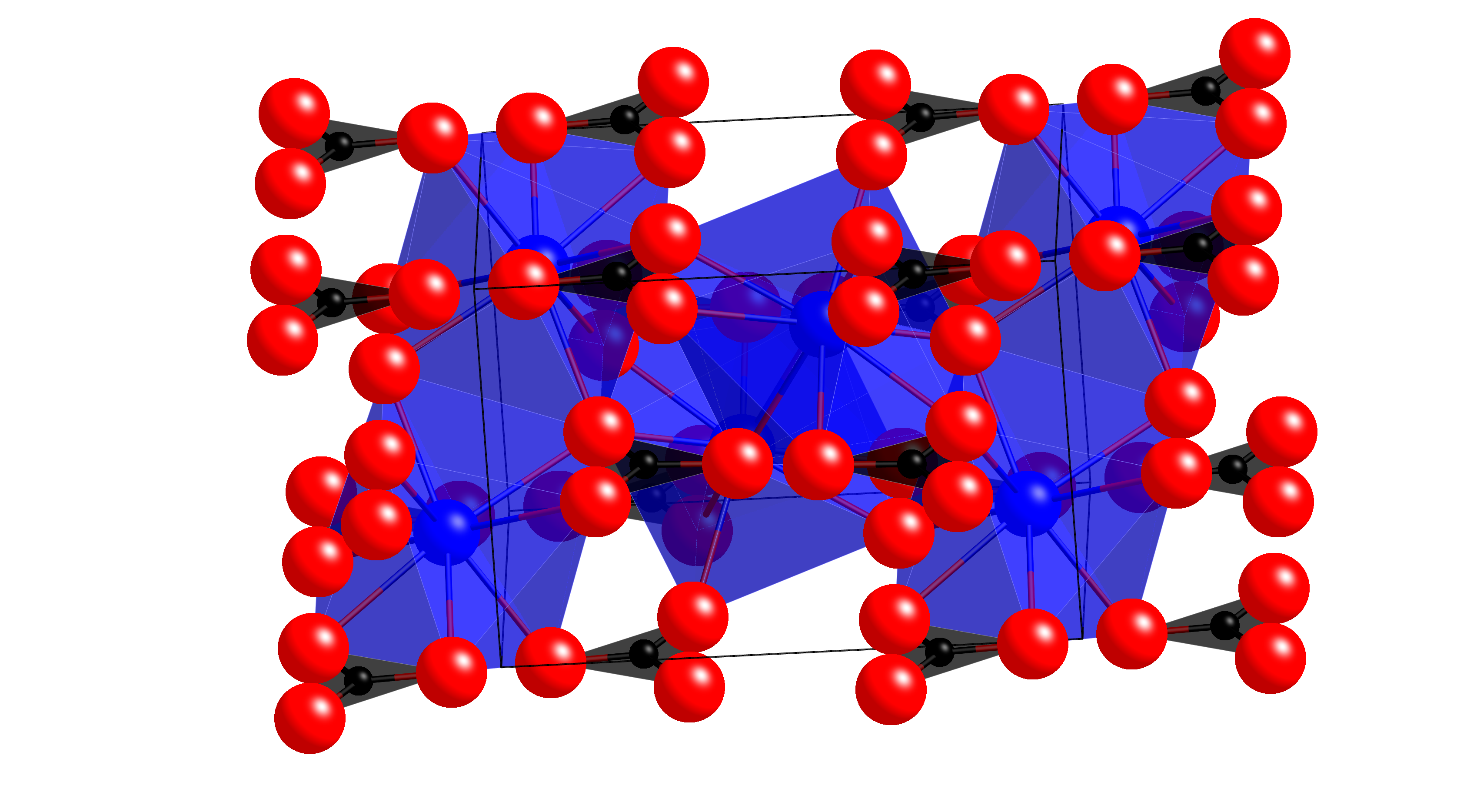
Structure cristalline de l'aragonite

- L'aragonite est le polymorphe stable à haute température et haute pression du carbonate de calcium, de formule CaCO3 ; le polymorphe stable en conditions ambiantes est la calcite. L'aragonite est néanmoins métastable en conditions ambiantes (il se transforme en calcite en plusieurs dizaines voire centaines de millions d’années).
- Les trois formes principales cristallines du carbonate de calcium sont l'aragonite, la vatérite et la calcite.
- Paramètres de la maille conventionnelle :  a = 4,959 Å ; b = 7,968 Å ; c = 5,741 Å ; Z = 4 ; V = 226,85 Å3.
- Densité calculée = 2,93.

## Cristallochimie
L’aragonite sert de chef de file à un groupe de minéraux isostructurels qui porte son nom :
Groupe de l’aragonite
- Aragonite CaCO3, Pmcn 2/m 2/m 2/m ;
- Withérite BaCO3, Pmcn 2/m 2/m 2/m ;
- Strontianite SrCO3, Pmcn 2/m 2/m 2/m ;
- Cérusite PbCO3, Pmcn 2/m 2/m 2/m.

## Habitus
Elle donne des cristaux en prismes allongés, très souvent maclés parallèlement à (110) formant alors des macles simples à deux cristaux ou des lamelles traversant le cristal, simulant un prisme hexagonal, ou des groupes de trois cristaux simulant un prisme hexagonal (macle mimétique). Aussi en masses fibreuses, oolithiques, columnaires, coralloïdes. Clivage (010) plus ou moins distinct. L'aragonite est souvent transparente à translucide.

## Synonymie
- arragonite : orthographe initiale donnée par Werner[7] et reprise par Haüy[8] ;
- chimborazite (Clarke, 1821)[9] : l'étymologie dérive du topotype, le volcan Chimborazo en Équateur ;
- conchite (Agnes Kelly, 1900)[10] ;
- ktypéite (Lacroix, 1898), plus tard ctypéite (1900)[11] ;
- iglite ou igloïte (Esmark, 1798) : décrite en Hongrie dans la localité d'Igol (Spišská Nová Ves en Slovaquie) qui a inspiré le nom[12],[13] ;
- oserskite (Breithaupt) : aragonite trouvée à Nertschinski en Sibérie[14] ;
- stillatitius lapis (Anselmus Boëtius de Boodt, 1609) ;
- winnieite.

## Variétés
- Aragonite coralloïde : variété d'habitus essentiellement d'origine karstique qui rappelle les coraux. Elle est présente dans de très nombreuses grottes dans le monde.
  - Synonymie :
    - chaux carbonatée coralloïde (Haüy, 1801)[8] ;
    - flos ferri ;
    - stalactite Flos ferri (Carl von Linné, 1768) ;
    - stalagmites coralloïdes (Wallerius, 1778)[15].
- Mossottite (Luca 1858) : variété strontifère d'aragonite[16] de formule idéale (Ca, Sr)CO3 connue dans une seule occurrence à Kraubath, Leoben, Styrie, Autriche.
  - Synonymie :
    - strontioaragonite.
- Nicholsonite (Butler, 1913)[17] : variété zincifère d'aragonite, de formule idéale (Ca, Zn)CO3 connue surtout à Tsmeb Namibie.
- Tarnovizite (Breithaupt, 1841) : variété d'aragonite plombifère[18].
  - Synonymie :
    - tarnovicite, tarnowizite, tarnowitzite (variantes orthographiques pour la tarnovizite : dérive du topotype de cette variété, la localité de Tarnowitz (Haute-Silésie, Pologne)) ;
    - plumbo-aragonite (Collie, 1889)[19].

## Gîtologie
L’aragonite apparaît comme minéral primaire dans les roches métamorphiques de haute pression, mais la plupart des carbonates orthorhombiques apparaissent sous forme de minéraux de remplacement dans les roches sédimentaires, volcaniques et métamorphiques et de gisements, formés à basse température et pression de solutions aqueuses. On la retrouve aussi dans les stalactites.

### Minéraux associés
- gypse, soufre, célestine (dans les dépôts évaporitiques) ;
- pumpellyite, lawsonite, glaucophane, quartz (dans les schistes bleus) ;
- calcite, dolomite, hydromagnésite, brucite, magnésite (dans les roches ultramafiques altérées).

## Galerie

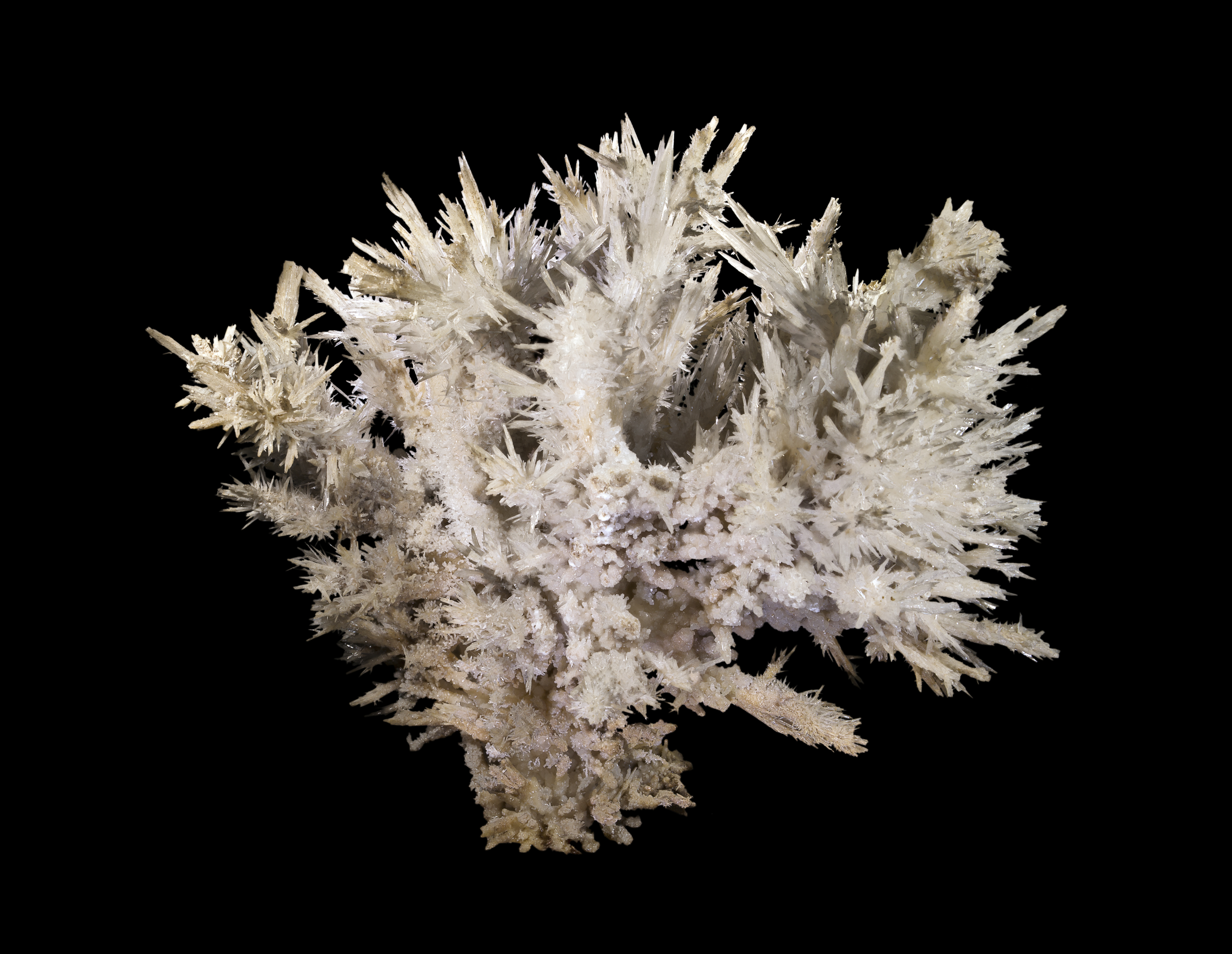
Aragonite mine de Salsigne, Aude (France) ; 30 × 30 × 20 cm.
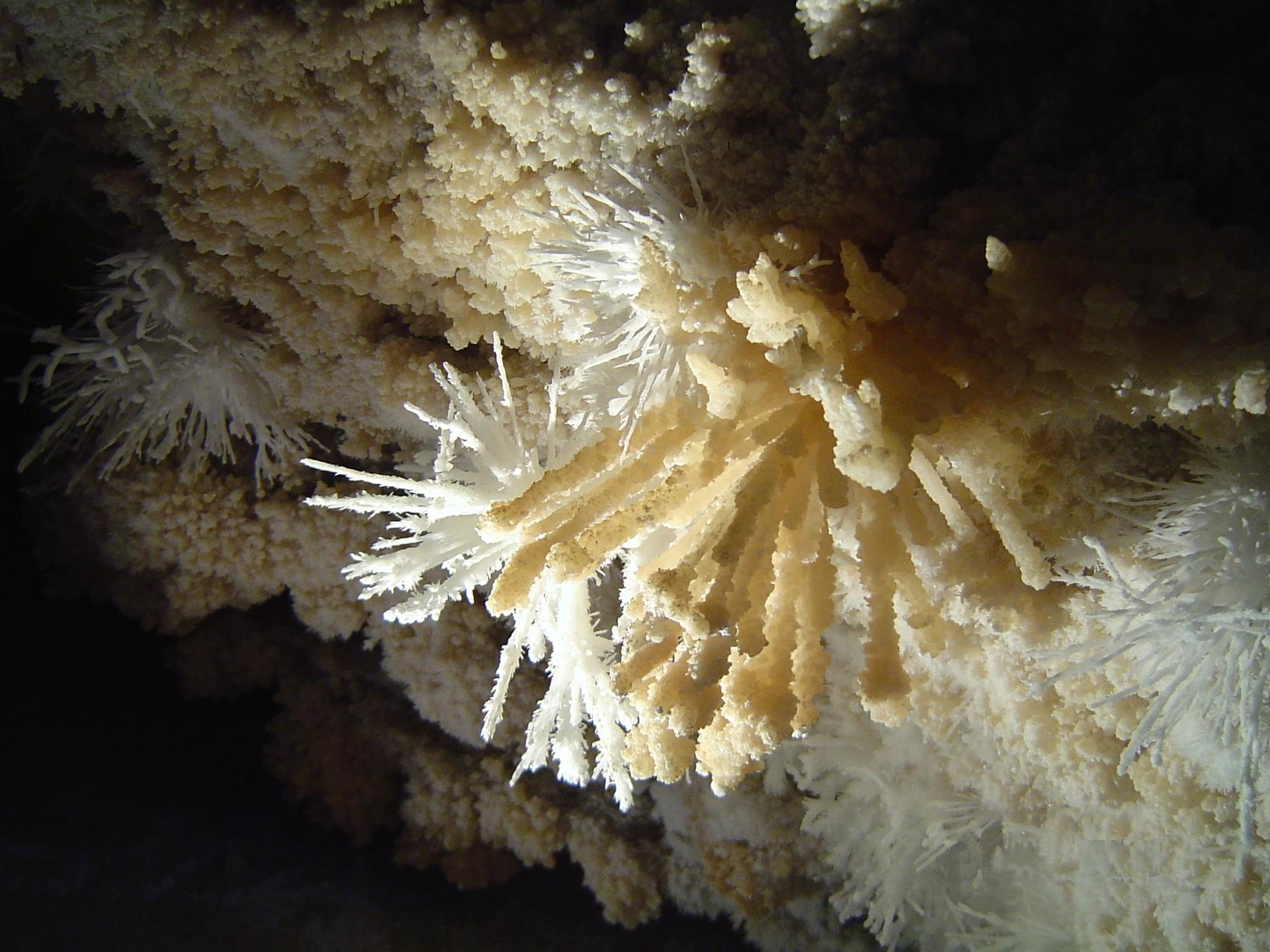
Aragonite forme karstique.
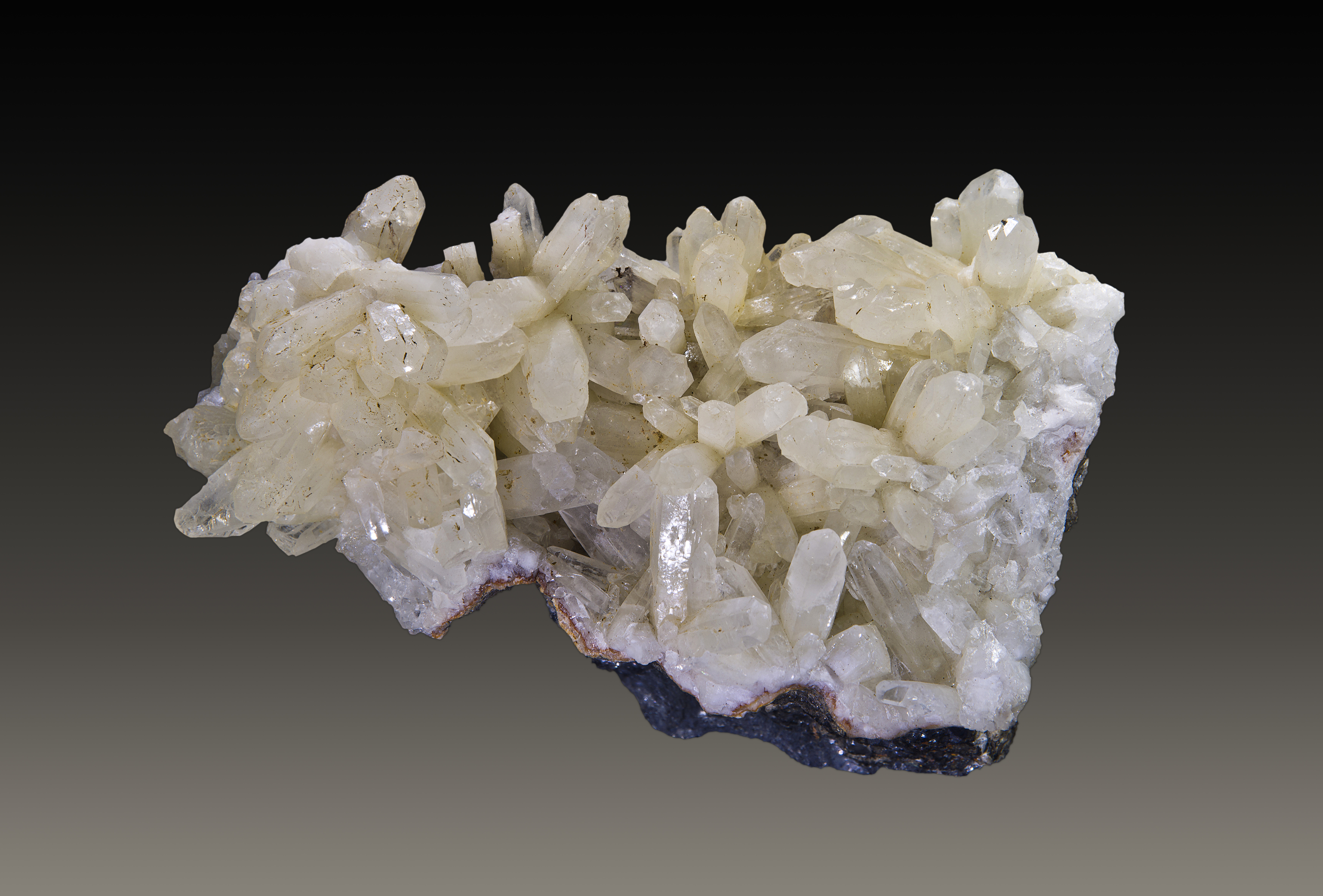
Tarnovitzite du Maroc.
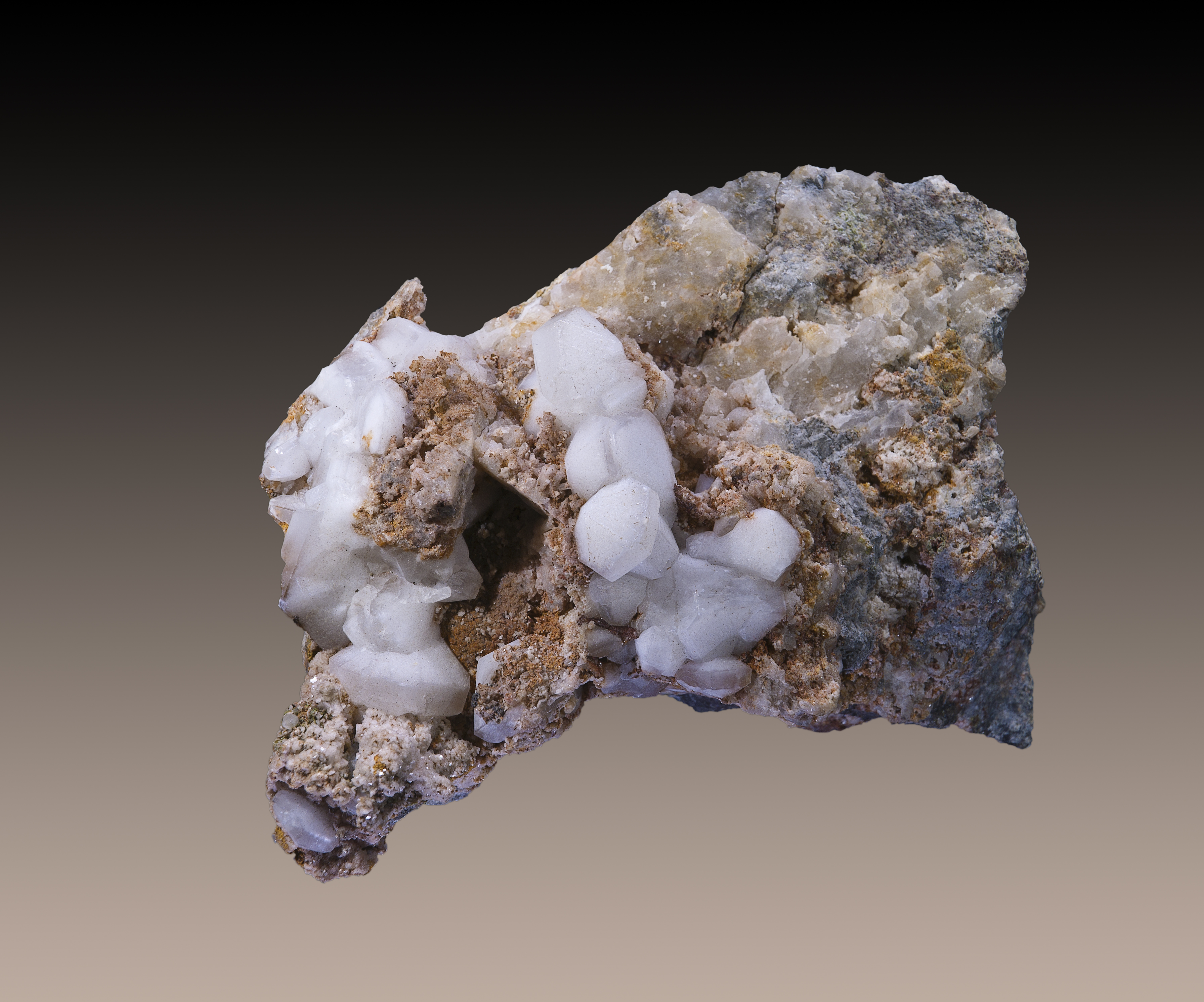
Tarnovitzite de Namibie.
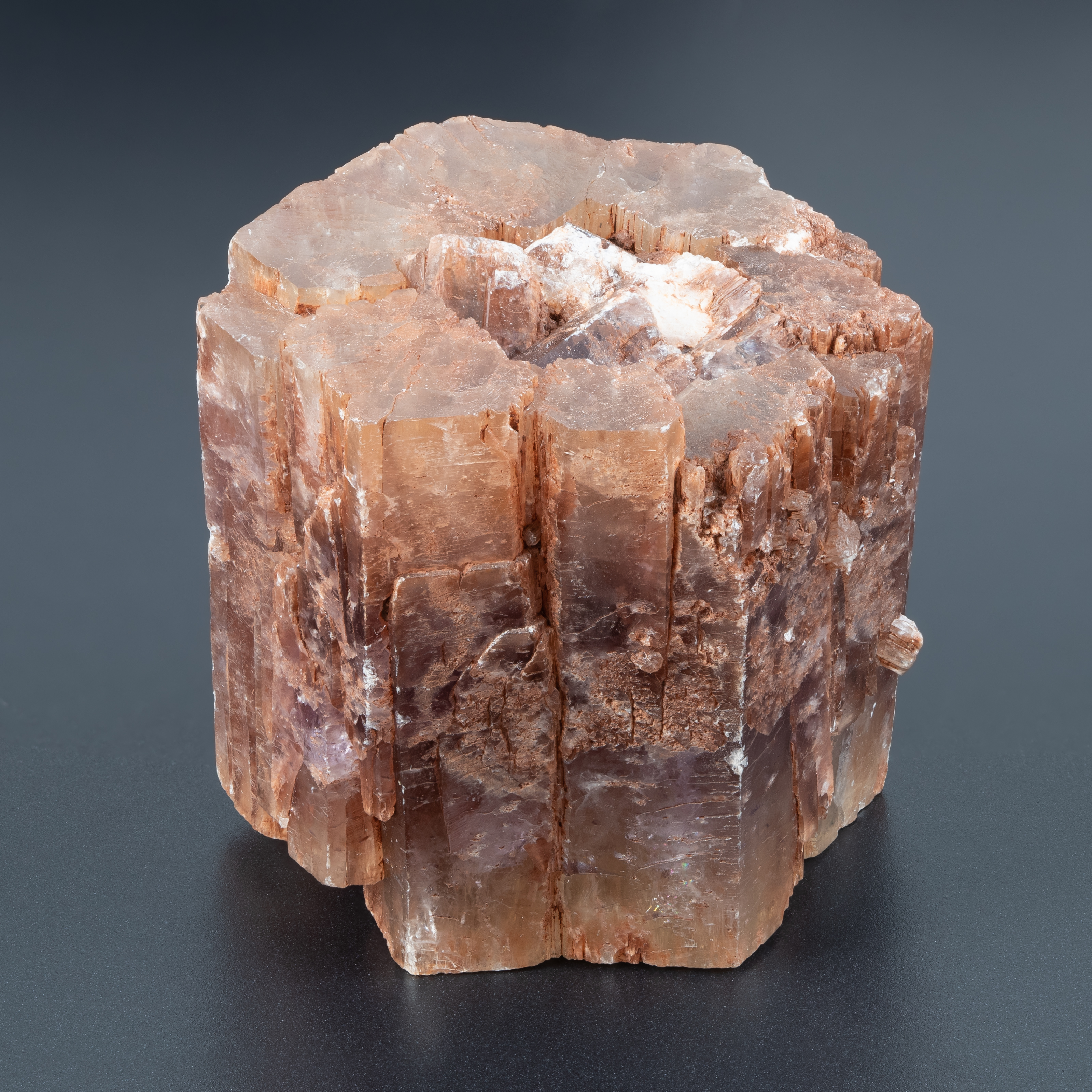
Aragonite.
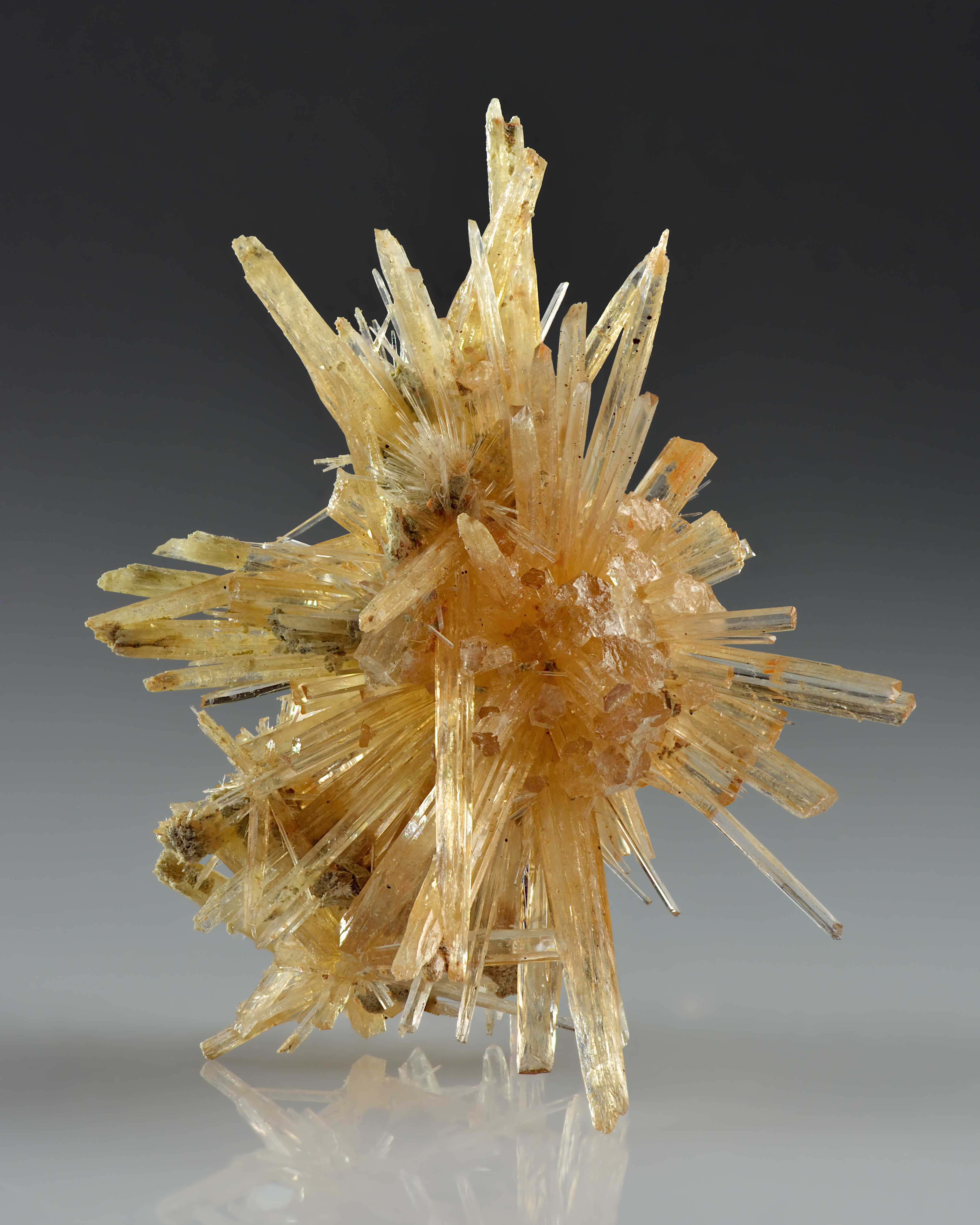
Aragonite de Pantoja (Espagne)..

## Gisements remarquables

### Bahamas
- Des dépôts massifs d'aragonite, de grande pureté et faciles à exploiter, ont été découverts sur les fonds marins de l'archipel[20].

### Espagne
- Molina de Aragón, Guadalajara, Castille-La Manche[6] ;
- Minglanilla, Cuenca, Castille-La Manche[6].

### France
- Mine de Salsigne, Aude, région Occitanie[21] ;
- Saint-Maime-Volx, Alpes-de-Haute-Provence, région Provence-Alpes-Côte d'Azur[22].

### Maroc
- Mine de Zelidja, Touissit, district de Touissit, préfecture d'Oujda-Angad pour la Tarnovizite.

### Namibie
- Mine de Tsumeb (Tsumcorp Mine), Tsumeb, région d’Otjikoto (Oshikoto). Pour la variété Tarnovizite[23].

## Biologie
À basse température l'aragonite est légèrement moins stable que la calcite, et hors des organismes vivants elle ne se forme généralement pas. Elle est par contre fréquemment biosynthétisée, constituant notamment la nacre et les perles des huîtres, la coquille des moules et d'autres coquillages, ainsi qu'une partie du squelette de la plupart des coraux durs et donc des récifs coralliens.
Environ la moitié des coquilles de mollusque est formée d'aragonite (l'autre moitié étant constituée de calcite), certaines coquilles comprenant les deux formes comme celles des ormeaux (des gastéropodes). La coquille du lambi, un autre gastéropode, est formée exclusivement de microcristaux d'aragonite sur une matrice protéique. L'« os » des seiches (des céphalopodes) est également composé principalement d'aragonite. Les chitons (polyplacophores) possèdent des yeux dont la lentille est constituée de cristaux d'aragonite.
Pour expliquer la biominéralisation de l'aragonite on invoque généralement la présence de protéines et d'autres molécules organiques qui modifieraient les processus de nucléation. En fait l'aragonite nuclée spontanément, sans aucun additif, dans les pores de diamètre inférieur au micromètre (indépendamment de leur longueur), dans des proportions qui ne dépendent que de ce diamètre,.

## Aragonite, climat et acidification des océans
Diverses formes d'aragonites jouent un rôle majeur dans le cycle biogéochimique du carbone et dans les puits de carbone océaniques.
L'aragonite devient soluble dans l'océan au-delà d'une certaine acidité de l'eau (légèrement variable selon la température), c'est pourquoi elle est considérée comme un des traceurs et indicateurs de l'acidification des océans induite par les émissions anthropiques de CO2 notamment. Elle est à ce titre choisie comme variable de contrôle de l'acidification des océans par les auteurs du concept des limites planétaires en 2009.
Selon les espèces, la coquille ou l’exosquelette de nombreux organismes marins est fait d'aragonite ou de calcite ou d'une superposition ou mélange de ces deux formes cristallines.
Plus l'eau est acide, plus il y aura compétition entre la construction biochimique du calcaire et sa dissolution chimique dans l’eau de mer ambiante. Dans une eau trop acide, des coquilles déjà formées peuvent se déliter en tuant les animaux qu'elles protégeaient.
Selon les scénarios prospectifs retenus en 2013 et ayant fait consensus lors du 3e symposium de 2012 sur l'acidification des océans, la situation est déjà critique localement pour quelques espèces vulnérables, mais elle le sera dans une grande partie des océans en 2100.